# Паттерн (технический анализ)
Паттерн (от англ. pattern — модель, образец) — в техническом анализе называются устойчивые повторяющиеся сочетания данных цены, объёма или индикаторов.
Анализ паттернов основывается на одной из аксиом технического анализа: «история повторяется» — считается, что повторяющиеся комбинации данных приводят к аналогичному результату.
Паттерны также называют «шаблонами» или «фигурами» технического анализа.
Паттерны условно разделяются на:
- Неопределённые (могут вести и к продолжению и к смене текущего тренда). К ним относят «флаги» и «клин».
- Паттерны продолжения текущего тренда. К ним относятся «флаг», «вымпел» и другие.
- Паттерны смены существующего тренда. К ним относятся «голова-плечи», «двойная» и «тройная вершины» (двойное и тройное основание), «бриллиант» и другие.

## Наиболее распространённые паттерны
- Голова и плечи (перевёрнутые голова и плечи) — Паттерн разворота тренда. Назван так, поскольку график похож на человеческую голову (пик) и плечи по бокам (меньшие пики). Когда цена прорывает линию, соединяющую впадины, паттерн считается завершенным, а котировки, скорее всего, будут двигаться вниз. «Перевернутые голова и плечи» — описанная модель возникает на графике вверх ногами.
- Двойная вершина (двойное основание)
- Тройная вершина (тройное основание)
- Флаг — модель консолидации в пределах восходящего тренда (напоминает параллелограмм). Как правило, длится от трех дней до трех недель.
- Вымпел — модель похожа на «флаг», но расположена горизонтально в форме симметричного треугольника. Продолжительность от нескольких дней до нескольких недель.
- Треугольник — паттерн продолжения. Различают восходящие (направлены в сторону, максимумы цен находятся на одном уровне, минимумы повышаются), нисходящие (противоположен восходящему) и симметричные треугольники (формируется как паттерн консолидации, когда широкий диапазон цен постепенно сокращается сверху и снизу под давлением покупателей и продавцов).
- Чашка с ручкой (и вертикальное отражение) — долгосрочный паттерн продолжения тренда. Фигура на графике напоминает чашку с небольшой ручкой. Формируется паттерн 7-8 недель. Название модели присвоил основатель Investor’s Business Daily Уильям О’Нил[1].
- Клин
- Бриллиант